# دنزل روميرو
دنزل روميرو (بالإسبانية: Denzil Romero)‏ هو كاتب فنزويلي، ولد في 1938، وتوفي في 1999.